# セイリン・シューズ
『セイリン・シューズ』（Sailin' Shoes）は、アメリカ合衆国のロック・バンド、リトル・フィートが1972年に発表した2枚目のスタジオ・アルバム。

## 背景
「ウィリン」は、バンドのデビュー・アルバムに収録されていた曲の再録音で、元々はローウェル・ジョージがフランク・ザッパ率いるマザーズ・オブ・インヴェンション在籍時に作った曲だが、ドラッグを扱った歌詞のためザッパに却下されたといわれる。リトル・フィートのアルバムとしては初めて、マザーズ・オブ・インヴェンションの『いたち野郎』（1970年）を手掛けたことでも知られるネオン・パークがジャケットの絵を描いた。

## 反響・評価
リリース当時はレビューで好評を得たものの、商業的成功には結びつかず、バンドは一度解散状態となった。Stephen Thomas Erlewineはオールミュージックにおいて満点の5点を付け「リトル・フィートのデビュー作は優れたアルバムだったかもしれないが、全く売れなかったため、彼らはより幅広い聴衆を得られなければ、ワーナー・ブラザースとの契約を切られかねなかった。その結果、『セイリン・シューズ』は前作と全く異なる内容となり、生々しさやブルース色には欠けるが、多彩な音作りとキャッチーさを増した楽曲に恵まれた」と評している。

## 収録曲
特記なき楽曲はローウェル・ジョージ作。
Side 1
1. イージー・トゥ・スリップ - "Easy to Slip" (Lowell George, Fred Martin) - 3:23
2. コールド・コールド・コールド - "Cold, Cold, Cold" - 4:01
3. トラブル - "Trouble" - 2:18
4. トライプ・フェイス・ブギー - "Tripe Face Boogie" (Bill Payne, Richie Hayward) - 3:16
5. ウィリン - "Willin'" - 2:57
6. アポリティカル・ブルース - "A Apolitical Blues" - 3:28

Side 2
1. セイリン・シューズ - "Sailin' Shoes" - 2:53
2. ティーンエイジ・ナーヴァス・ブレイクダウン - "Teenage Nervous Breakdown" - 2:13
3. ガット・ノー・シャドウ - "Got No Shadow" (B. Payne) - 5:08
4. キャット・フィーヴァー - "Cat Fever" (B. Payne) - 4:36
5. テキサス・ローズ・カフェ - "Texas Rose Café" - 3:43

## カヴァー
- トラブル
  - ロバート・パーマー - アルバム『プレッシャー・ドロップ』（1975年）に収録[6]。
  - ニコレット・ラーソン - アルバム『イン・ザ・ニック・オブ・タイム』（1979年）に収録[7]。
- アポリティカル・ブルース
  - ヴァン・ヘイレン - アルバム『OU812』（1988年）に収録[8]。
- セイリン・シューズ
  - ヴァン・ダイク・パークス - アルバム『ディスカヴァー・アメリカ』（1972年）に収録[9]。
  - ロバート・パーマー - アルバム『スニーキン・サリー・スルー・ジ・アリー』（1974年）に収録[10]。
- ティーンエイジ・ナーヴァス・ブレイクダウン
  - ナザレス - アルバム『威光そして栄誉』（1973年）に収録[11]。

## 参加ミュージシャン
- ローウェル・ジョージ - リード・ボーカル、ギター、ハーモニカ
- ビル・ペイン - リード・ボーカル(on "Cat Fever")、キーボード、アコーディオン
- ロイ・エストラーダ - ベース、バックグラウンド・ボーカル
- リッチー・ヘイワード - ドラムス、パーカッション、バックグラウンド・ボーカル

アディショナル・ミュージシャン
- ミルト・ホランド - パーカッション(on #1, #3)
- デビー・リンゼイ - ボーカル(on #2, #7)
- スニーキー・ピート - スティール・ギター(on #5, #11)
- ロン・エリオット - ギター(on #6)